# Dideoides tigerinus
Dideoides tigerinus är en tvåvingeart som först beskrevs av Jacques-Marie-Frangile Bigot 1885.  Dideoides tigerinus ingår i släktet Dideoides och familjen blomflugor. Inga underarter finns listade i Catalogue of Life.